# Ennucula linki
Ennucula linki är en musselart som först beskrevs av Dall 1916.  Ennucula linki ingår i släktet Ennucula och familjen nötmusslor. Inga underarter finns listade i Catalogue of Life.